# Comandante Monasterio
Enrique Sánchez Monasterio es un personaje ficticio, enemigo del Zorro, uno de los primeros por aparición y también uno de los más conocidos.

## Biografía ficticia del personaje
El personaje de Enrique Sánchez Monasterio, más comúnmente conocido como Capitán Monasterio o Comandante Monasterio (interpretado por el actor estadounidense Britt Lomond), era en 1820 el comandante de la ciudad de Los Ángeles, puesto que ocupaba hacía más de un año. Quería ser el hombre más rico de toda California. Los rancheros debían pagar impuestos muy caros, y los que no podían hacerlo eran arrojados a la cárcel; los indios eran usados como esclavos, todo en beneficio del capitán Monasterio. Para que el gobernador no se enterase de la situación, los guardias de Monasterio interceptaban el correo en Monterrey, California. Uno de los ciudadanos, Ignacio Torres, se atrevió a protestar y fue acusado de traición. Por primera vez aparece el Zorro (Diego de la Vega, que recién había llegado de España, aunque sólo él y el hombre mudo que se hacía pasar por sordomudo para dar información a don Diego, Bernardo, lo sabían) y libera a Torres, enviándolo a la Misión de San Gabriel, donde el padre Felipe le daría asilo. A partir de este momento, por todos los medios intentará capturar al Zorro aunque siempre este lo pondrá en ridículo.

## Series de televisión
- 1957-1959 — El Zorro, con Guy Williams. Serie de The Walt Disney Company.
- 2024 — Zorro Série de Prime Video